# オスバルド・ビド
オスバルド・ビド（Osvaldo Bido, 1995年10月18日 - ）は、ドミニカ共和国プエルト・プラタ州ロス・イダルゴス出身のプロ野球選手（投手）。右投右打。MLBのアスレチックス所属。

## 経歴

### プロ入りとパイレーツ時代
2017年3月にアマチュア・フリーエージェントでピッツバーグ・パイレーツと契約してプロ入り。開幕後、傘下のルーキー級ドミニカン・サマーリーグ・パイレーツでプロデビュー。15試合（先発13試合）に登板して1勝8敗、防御率5.33、41奪三振を記録した。
2018年はA-級ウェストバージニア・ブラックベアーズでプレーし、14試合に先発登板して4勝6敗、防御率4.18、58奪三振を記録した。
2019年はA級グリーンズボロ・グラスホッパーズとA+級ブレイデントン・マローダーズでプレーし、2チーム合計で25試合に先発登板して12勝8敗、防御率3.32、107奪三振を記録した。
2020年はCOVID-19の影響でマイナーリーグの試合が開催されなかったため、公式戦の登板は無かった。
2021年はAA級アルトゥーナ・カーブとAAA級インディアナポリス・インディアンスでプレーし、2チーム合計で23試合（先発21試合）に登板して4勝8敗、防御率5.33、98奪三振を記録した。
2022年はAAA級インディアナポリスでプレーし、32試合（先発25試合）に登板して3勝8敗、防御率4.53、122奪三振を記録した。
2023年も開幕をAAA級インディアナポリスで迎え、6月14日にメジャー契約を結んでアクティブ・ロースター入りし、同日のシカゴ・カブス戦でメジャーデビュー。この年メジャーでは16試合（先発9試合）に登板して2勝5敗、防御率5.86、48奪三振を記録した。オフの11月17日にノンテンダーFAとなった。

### アスレチックス時代
2023年11月20日に1年総額75万ドルのメジャー契約でオークランド・アスレチックスへ移籍した。
2024年は16試合（先発9試合）に登板して5勝3敗、防御率3.41、63奪三振を記録した。
2025年は序盤こそ好投したものの、徐々に調子を落とし、5月16日の試合で1.2回を6失点で敗戦投手となったところで、AAA級ラスベガスに降格した。

## 詳細情報

### 年度別投手成績
| 年 度    | 球 団    | 登 板 | 先 発 | 完 投 | 完 封 | 無 四 球 | 勝 利 | 敗 戦 | セ 丨 ブ | ホ 丨 ル ド | 勝 率 | 打 者 | 投 球 回 | 被 安 打 | 被 本 塁 打 | 与 四 球 | 敬 遠 | 与 死 球 | 奪 三 振 | 暴 投 | ボ 丨 ク | 失 点 | 自 責 点 | 防 御 率 | W H I P |
| -------- | -------- | ----- | ----- | ----- | ----- | -------- | ----- | ----- | -------- | ----------- | ----- | ----- | -------- | -------- | ----------- | -------- | ----- | -------- | -------- | ----- | -------- | ----- | -------- | -------- | ------- |
| 2023     | PIT      | 16    | 9     | 0     | 0     | 0        | 2     | 5     | 0        | 0           | .286  | 236   | 50.2     | 55       | 4           | 21       | 0     | 8        | 48       | 1     | 0        | 35    | 33       | 5.86     | 1.50    |
| 2024     | OAK      | 16    | 9     | 0     | 0     | 0        | 5     | 3     | 0        | 1           | .625  | 259   | 63.1     | 43       | 3           | 26       | 1     | 7        | 63       | 3     | 0        | 25    | 24       | 3.41     | 1.08    |
| MLB：2年 | MLB：2年 | 32    | 18    | 0     | 0     | 0        | 7     | 8     | 0        | 1           | .467  | 495   | 114.0    | 98       | 7           | 47       | 1     | 15       | 9        | 0     | 0        | 4     | 3        | 4.50     | 1.27    |

- 2024年度シーズン終了時

### 年度別守備成績
| 年 度 | 球 団 | 投手（P） | 投手（P） | 投手（P） | 投手（P） | 投手（P） | 投手（P） |
| 年 度 | 球 団 | 試 合     | 刺 殺     | 補 殺     | 失 策     | 併 殺     | 守 備 率  |
| ----- | ----- | --------- | --------- | --------- | --------- | --------- | --------- |
| 2023  | PIT   | 16        | 2         | 6         | 0         | 0         | 1.000     |
| 2024  | OAK   | 16        | 3         | 5         | 1         | 0         | .889      |
| MLB   | MLB   | 32        | 5         | 11        | 1         | 0         | .941      |

- 2024年度シーズン終了時

### 背番号
- 70（2023年）
- 45（2024年 - ）